# کیرن مک‌کنا
کیرن مک‌کنا (انگلیسی: Kieran McKenna؛ زادهٔ ۱۴ مهٔ ۱۹۸۶) بازیکن سابق و مربی فوتبال اهل ایرلند شمالی است.
وی همچنین در تیم‌های ملی فوتبال زیر ۱۹ سال ایرلند شمالی و زیر ۲۱ سال ایرلند شمالی بازی کرده است.

## دوران مربیگری
مک کنا پس از سرمربی گری در تیم‌های پایهٔ تاتنهام و منچستر یونایتد و سه سال دستیاری در تیم منچستریونایتد کار حرفه ای سرمربی گری خود را با باشگاه فوتبال ایپسویچ تاون درسال ۲۰۲۱ آغاز کرد مک کنا موفق شد با این تیم در فصل دوم سرمربی گری اش با کسب عنوان نایب قهرمانی لیگ یک انگلستان به چمپیونشیپ صعود کند همچنین موفقیت‌های مک کنا پس از این ادامه داشت و او توانست با ایپسویچ در همان فصل اول حضور این تیم در چمپیونشیپ مجدداً به نایب قهرمانی رسیده و در طول دو فصل دو سطح با این تیم بالا بیاید و ایپسویچ را در فصل ۲۰۲۴–۲۰۲۳ پس ۲۲ سال به لیگ برتر فوتبال انگلستان برگرداند.